# ヴィルジュイフ
ヴィルジュイフ （Villejuif）は、フランス、イル＝ド＝フランス地域圏、ヴァル＝ド＝マルヌ県の都市。

## 地理
県北西部に位置する。フランス国道ゼロ地点であるノートルダム・ド・パリより約8マイル離れている。面積は534ヘクタールで、東西約2km、南北3kmである。
ウルポワ地方北部の台地にあり、セーヌ川谷とビエーヴル川谷に挟まれたロンボワイヨ台地の一部となっている。コミューンの大半がオー・ヴィルジュイフ（高ヴィルジュイフ）と呼ばれる台地の上にあり、その他はバ・ヴィルジュイフ（低ヴィルジュイフ）と呼ばれる東西に連なる丘の上にあたる。

## 交通
- 道路 - A6、N7
- 鉄道 - パリメトロ7号線、ヴィルジュイフ-ルイ・アラゴン駅。

## 歴史
古代から中世までのヴィルジュイフの歴史はよくわかっていない。ヴィルジュイフという地名は、JuviusまたはJuveusという人物が所有したローマ時代のヴィッラの存在を示唆しているとされる。ヴィルジュイフの名が初めて正式に記されたのは、ローマ教皇カリストゥス2世の教書においてで、Villa Judeaとあった。
ヴィルジュイフのキリスト教教区は、登記台帳の記録から、9世紀以降のカロリング朝末期におかれた。土地のほとんどを修道院が所有し、東部の丘の上にはブドウ畑が、台地の上には穀物畑が広がっていた.。13世紀から人口が増え、現在の場所にサン＝シル・サント＝ジュリエット教会が建てられた。パリのブルジョワたちがヴィルジュイフの土地のいくらかを買い、土地を農民に貸し出していた。法服貴族らもヴィルジュイフの土地を授けられていた。
百年戦争で教会に火を放たれるなどの被害を受けたが、16世紀から成長の新たな段階に入った。教会が再建され、王道沿いに建物が建ち、学校ができ、職人が移り住んできた。17世紀から18世紀にも人口増加は続き、王道沿いに商人たちが移住してきた。村の住民は、土地を借りている貧しい小作農で占められていた。村の北西部で石膏の採掘が始まると、中心的な経済活動として20世紀まで続いた。
19世紀後半より土地の分譲が始まり、2つの世界大戦の間に住宅地へと変わった。

## 政治
バンリュー・ルージュ（banlieue rouge）に属するヴィルジュイフは、1925年以降共産主義市長と左派の優勢な市議会を持つ。

## 姉妹都市
- ミランドラ、イタリア
- ドゥナウーイヴァーロシュ、ハンガリー
- ノイブランデンブルク、ドイツ
- ヤンボル、ブルガリア
- ヴィラ・フランカ、ポルトガル